# Балнеоклиматологија
Балнеоклиматологија је медицинска дисциплина која се бави проучавањем утицаја природних физичко-хемијских фактора спољашње средине на људски организам и могућностима њене примене у медицинске сврхе. Она спада у једну од најстаријих наука јер испитује методе лечења коришћењем природних лековитих фактора познатих људима вековима. А ти природни фактору су:  минерална вода,  пелоид (лековито блато),  парцијални притисак кисеоника,  угљен диоксид, топлота и хладноћа (углавном као општа процедуре),  хидростатички притисак. Због свог састава богатог минералима и ретких нежељених реакција током њихове примене, природни физичко-хемијски фактори се сматрају сигурним и успешним средством у многим областима лекарске праксе.

## Подела
Балнеоклиматологија се дели на две области: балнеологију и хуману биоклиматологију.

### Балнеологија
Балнеологија (лат. balneum: купка + -логија)  је грана балнеоклиматологије која се бави изучавањем ефеката и могућностима употребе у медицинске (белнеотерапијиске) сврхе следећих балнеолошких средстава: 
| Средства                  | Карактеристике |
| ------------------------- | --- |
| Минералне (лековите) воде | Које могу бити различитих карактерисика, минерализације, температуре или радиоактивности. Осим гашења жеђи за човека, вода има и друге благотворне ефекте, на пример за опуштања тела у лековитим купкама, одржавање чистоће - хигијени тела а самим тим и очувању здравља. Одређене врсте воде, односно воде богате минералима, имају и ефекат лека. |
| Пелоида (блато)           | Може бити различитог порекла — неорганског или органског, са различитим хемијским саставом и физичко хемијским својствима, |
| Лековити гасови           | Могу бити различитог састава. |

Балнеологија  се бави и изучавањем поступака у балнеотерапији, односно како се користе: 
- природне минералне воде  у медицинске сврхе као напитак за лечење, купке или средства за инхалацију,
- гасови попут угљен-диоксида у сувим или воденим купатилима,
- различити  облози од пелоида и биља и
- климатски фактори.[3]

Специјалисти балнеологије након спроведених балнеолошких истраживања одређују сваком пацијенту индивидуално врсту, редослед и правилну комбинацију процедура узимајући у обзир све индикације и контраиндикације на основу детаљног прегледа и евентуалних додатних тестова.

### Хумана биоклиматологија
Хумана биоклиматологија проучава однос између организма и временских стања спољне средине и њихов директни однос са здрављем и болестима. Однос између човековог организма и временски услови спољашње средине, краткотрајно су дефинисаних као време (метеорологија) и дугорочно су дефинисаниака клима (дуготрајно временско стање атмосфере).
Главни чиниоци и њихови односе које користи и проучава хумана биоклиматологија су;  
- температура ваздуха,
- састав и пропустљивост ваздуха,
- сунчево зрачење,
- стање ветрова,
- атмосферски притисак,
- електрицитет,
- влажност ваздуха.

У зависности од физичких и хемијских фактора спољашњег света који делују на жива бића хумана биоклиматологија се дели на три области:
| Област                | Предмет изучавања |
| --------------------- | --- |
| Фитобиоклиматологија  | Изучава утицај климе на живот биљака и животну средину. |
| Зообиоклиматологија   | Изучава утицај климе на животињски света и животну средине. |
| Биоклиматологија људи | Проучава утицај околне средине на човеков живот, у првом реду климе, а нарочито промене времена које се одражавају на здравље, физичко и психичко стање и радну способност људи. Она изучава и интеракције између биосфере и Земљине атмосфере на временским скалама реда годишњих доба или дуже (за разлику од биометеорологије у којој је прогноза крајњи продукт примене истраживања везаних за медицинску метеорологију и хуману биометеорологију) и однос човека према спољашњој средини. а проучава утицај околне средине на његов живот, у првом реду климе, а нарочито промене времена и његових одступања од уобичајених вредности. |

## Историја
Благотворно дејство природних лековитих фактора (минералних или термалних вода, блата, климе и микроклиме) познато је од давнина. У лечењу кожних болести, балнео климатски чиниоци (минералне воде, пелоиди, сунчева светлост и др.) примењивани су још код старих Римљана, Грка и Египћана. Комбинацију биљних екстраката и излагање сунцу, стари Египћани (525. године п. н. е.) користили су за лечење витилига, а Клеопатра је помоћу глине неговала своју кожу.
Климатотерапија се примењивала у лечењу хроничних болести коже за време Хипократа (500. године п. н. е.), а у старом Риму бање са термалним минералним водама коришћене су за опоравак повређених војника.
Иако је неко време примена балнеоклиматских чинилаца у лечењу многих болести напуштена, у 16. веку се са њеном применом поново започело, када је нпр. у Верони отворено јавно купатило које се снабдевало водом богатом сумпором. Ово купатило се користило за лечење кожних болести, пре свега шуге.
Интензивнија примена балнеотерапије као важног медицинског третмана у лечењу кожних болести започела је поново тек 1800. године, најпре у Европи, а затим у Сједињеним Америчким Државама. 
Популарност балнеотерапије је убрзо опала да би доживела препород током протекле четири деценије. Новија истраживања указују да је примена балнеоклиматских чинилаца често де лотворнија у лечењу и очувању здравља коже у односу на примену фармаколошких средстава
Почетак научне етапе балнеологије обележила су проучавања минералних вода и поклапа се са средином 19. века. Већина научних студија које су цењене на међународном нивоу спроведене су крајем 19. и почетком 20. века. Широм света оснивају се Друштва за медицинску хидрологију и климатологију, у оквиру којих се издају бројни часописи и објављују научни радови.
Следи и оснивање Балнеолошки института у којима се у склопу спровожења балнеотерапије уводр експериментална истраживања чији су резултати објављени у бројним часописима.
Иако је крајем  20. века и почетком 21. века балнеоклиматологија у благом опадању, 2020-их година дошло је до оживљавања интересовања за балнеологију, које је материјализовано кроз велики број објављених студија, обнављање бања и њихово укључивање у здравствене и бањски туризама.